# Зохцин
Зохцин (пол. Zochcin) — село в Польщі, у гміні Садове Опатовського повіту Свентокшиського воєводства.
Населення — 205 осіб (2011).
У 1975-1998 роках село належало до Тарнобжезького воєводства.

## Демографія
Демографічна структура на день 31 березня 2011 року:
|          | Загалом | Допрацездатний вік | Працездатний вік | Постпрацездатний вік |
| -------- | ------- | ------------------ | ---------------- | -------------------- |
| Чоловіки | 111     | 18                 | 74               | 19                   |
| Жінки    | 94      | 16                 | 53               | 25                   |
| Разом    | 205     | 34                 | 127              | 44                   |